# فران بويد
كانت دينيس فرانسين بويد أندروز (15 أكتوبر 1956 - 3 مايو 2022) مستشارة إدمان وممثلة أمريكية. 

## حياتها المبكرة
وُلِدت بويد في 15 أكتوبر 1956 في بالتيمور ، ماريلاند .

## حياتها المهنية
تم توثيق قصتها في كتاب The Corner: a Year in the Life of an Inner-city Neighbourhood ، من تأليف ديفيد سيمون وإد بيرنز ، والذي تم تحويله إلى مسلسل قصير على قناة HBO .  بعد ذلك توفي ابنها، دي أندريه ماك كولوتش، عن عمر يناهز 35 عامًا  كانت بويد ممثلة، واشتهرت بفيلم The Wire (2002) وفيلم The Corner (2000). 

## الحياة الشخصية
تزوجت من دوني أندروز في عام 2007.     وتوفيت في 3 مايو 2022، في منزلها في باركفيل، ماريلاند .  

## الجوائز والامتيازات
- جوائز الغولدن غلوب 1986